# Loreto (Lugano)
Loreto è un quartiere di 3 187 abitanti del comune svizzero di Lugano, nel Canton Ticino (distretto di Lugano).

## Storia
La Villa Florida in via Mazzini, costruita nel 1911-1913 dall'architetto Giuseppe Bordonzotti su commissione di Gerolamo Battista Gargantini, con un giardino a due livelli costruito negli anni Venti del XX secolo, venne demolita nel 1977 .
Nel quartiere di Loreto era inoltre situata la storica Villa La Tanzina, oggi demolita, dal nome del primo proprietario, il nobiluomo milanese Franco Edler von Tanzi. La villa, acquisita da Sara Levi Nathan, divenne centro di un raffinato salotto letterario e rifugio di molti esuli italiani durante il Risorgimento. Lo stesso Mazzini era abitualmente ospite a Villa Tanzina.

## Monumenti e luoghi d'interesse
- Chiesa di Santa Maria di Loreto, eretta nel 1524 da frati francescani, è recintata da un muro in pietra[2]
- Chiesa anglicana di Sant'Edoardo il Confessore, edificata nel 1902[3]
- Palazzo progettato nel 1904 da Augusto Guidini senior su commissione di Francesco Piccoli, con una torretta angolare rotonda[senza fonte];
- Quartiere residenziale in riva al Lago di Lugano, eretto nel 1912-1933 da Giuseppe Bordonzotti e Orsino Bongi su commissione di Gerolamo Battista Gargantini[1]
- Villino progettato nel 1904 da Bernardo Ramelli e Giuseppe Bordonzotti su commissione di Paolo Vegezzi, le cui finestre sono arricchite da cornici neobarocche[senza fonte];
- Palazzo in via Adamini, costruito nel 1935 circa da Giacomo Alberti in stile Novecento[senza fonte]
- Casa unifamiliare Felder in via Riva, progettata dagli architetti Mario Campi e Franco Pessina nel 1976-1978[senza fonte]
- Villa Montalbano, o Hotel Villa Principe Leopoldo, in via Montalbano, edificata per il figlio di Federico Carlo di Prussia, Federico Leopoldo, dagli architetti Clemens & Könitz di Berlino negli anni 1929-1931, in posizione panoramica sul Lago di Lugano[senza fonte].

## Amministrazione
Ogni famiglia originaria del luogo fa parte del cosiddetto comune patriziale e ha la responsabilità della manutenzione di ogni bene ricadente all'interno dei confini del quartiere.